# بخش مرکزی شهرستان بجستان
بخش مرکزی شهرستان بجستان، به مرکزیت شهر بجستان، یکی از بخش‌های شهرستان بجستان است. این بخش، از دو دهستان بجستان و جزین تشکیل شده و بر اساس سرشماری سال ۱۳۹۰، تعداد ۲۰٬۳۲۶ نفر جمعیت داشته‌است. از این تعداد، ۳٬۱۶۲ نفر در دهستان بجستان، ۶٬۰۳۱ نفر در دهستان جزین و ۱۱٬۱۳۳ نفر در شهر بجستان ساکن بوده‌اند.